# 吴中太湖旅游区
吴中太湖旅游区，是位于苏州市吴中区西部的多个景区组成的旅游业聚集区，濒临太湖，总面积21.5平方公里，由东山景区、穹窿山景区与旺山景区等景区组成。2013年4月12日成为国家5A级旅游景区。
- 东山景区：位于苏州市吴中区东山镇
- 穹窿山景区：位于苏州市吴中区西部
- 旺山景区：位于苏州市吴中区越溪街道旺山村